# Anna Iwanowna Belomytzewa
Anna Iwanowna Belomytzewa (russisch Анна Ивановна Беломытцева, * 24. November 1996 in Troitskoe, Oblast Orenburg) ist eine russische Fußballspielerin.

## Karriere

### Vereine
Aus der Kinder- und Jugendsportschule Troizkoje hervorgegangen, spielte Belomytzewa bis ins Jahr 2012 für die Jugendmannschaft des FFC Altay.
Im Alter von 16 Jahren gehörte sie dem Rjasan WDW an. Von 2013 bis 2017 bestritt sie für die Mannschaft 47 Punktspiele in der höchsten Spielklasse, der Russian Supreme Division, in denen sie sechs Tore erzielte.
Seit der Spielzeit 2019 ist sie für den Ligakonkurrenten Lokomotive Moskau aktiv.

### Nationalmannschaft
Belomytzewa kam für den RFS in den Nachwuchsnationalmannschaften der Altersklasse U17 und U19 zu Länderspielen.
Am 8. Dezember 2016 debütierte sie in der A-Nationalmannschaft bei der Teilnahme am Vier-Nationen-Turnier in Brasilien bei der 0:3-Niederlage gegen die Nationalmannschaft Italiens im ersten Turnierspiel in Manaus. An diesem Ort kam sie auch am 11. Dezember 2016 für die Mannschaft zum Zuge, die die Nationalmannschaft Brasiliens mit 4:0 bezwang.
Im Spieljahr 2017 bestritt sie zwei Freundschaftsspiele gegen die US-amerikanische A-Nationalmannschaft. Am 7. April wurde das in Frisco ausgetragene Spiel mit 0:4, am 9. April in Houston mit 1:5 verloren. In den Spieljahren von 2021 bis 2024 bestritt sie weitere zehn in Freundschaft ausgetragene Länderspiele, in denen sie drei Tore erzielte.
Sie gehörte dem EM-Kader 2017 an, wurde im Turnierverlauf jedoch nicht eingesetzt.
Des Weiteren wurde sie in den ersten sechs von acht Spielen der WM-Qualifikationsgruppe 1 eingesetzt, sowie in zehn Spielen der EM-Qualifikationsgruppe A (1:0-Torschützin vs. Türkei im letzten Gruppenspiel am 1. Dezember 2020) und den zwei Ausschlussspielen gegen die Nationalmannschaft Portugals berücksichtigt. Weitere WM-Qualifikationsspiele bestritt sie mit den ersten vier der Gruppe E, in denen ihr zwei Tore gelangen.
Ferner kam sie im Turnier um den Algarve-Cup 2018 in drei Spielen der Gruppe 2 zum Einsatz und erzielte im ersten, bei der 1:3-Niederlage gegen die Nationalmannschaft Südkoreas am 28. Februar in Albufeira mit dem Treffer zur 1:0-Führung in der 16. Minute das einzige Tor ihrer Mannschaft und zugleich ihr erstes A-Länderspieltor.
Zudem kam sie im Turnier um den Pinatar Cup 2022 am 16., 19. und 22. Februar (3:2 i. E. vs. Ungarn, 1:0 vs. Irland, 6:7 i. E. vs. Belgien) zum Einsatz.

## Erfolge
Nationalmannschaft
- Pinatar-Cup-Finalistin: 2022
- Dritte Vier-Nationen-Turnier in Brasilien 2016

Lokomotive Moskau
- Russische Meisterin 2021
- Russische Pokal-Siegerin 2020, 2021, 2024
- Russische Super-Pokal-Siegerin 2021, 2022

Rjasan WDW
- Russische Meisterin 2013, 2018
- Russische Pokal-Siegerin 2014